# Diocèse de Santa Rosa de Lima
Ne doit pas être confondu avec Diocèse de Santa Rosa, Diocèse de Santa Rosa de Copán, Diocèse de Santa Rosa de Osos ou Diocèse de Santa Rosa en Californie.
Le diocèse de Santa Rosa de Lima (en latin : Dioecesis Sanctae Rosae de Lima ; en espagnol : Diócesis de Santa Rosa de Lima) est un diocèse de l'Église catholique du Guatemala, suffragant de l'archidiocèse de Santiago de Guatemala.

## Territoire
Il comprend le département de Santa Rosa avec un territoire d'une superficie de 2 955 km2 divisé en 17 paroisses. Son siège épiscopal se trouve dans la ville de Cuilapa avec la cathédrale dédiée à l'Enfant-Jésus.

## Histoire
Le diocèse est érigé le 27 avril 1996 par la constitution apostolique Ad satius consulendum du pape Jean-Paul II en prenant sur le territoire de l'archidiocèse de Santiago de Guatemala.

## Évêques
- Julio Amílcar Bethancourt Fioravanti (1996-2006)
- Bernabé de Jesús Sagastume Lemus, O.F.M.Cap (2007-2021), nommé évêque de San Marcos
- José Cayetano Parra Novo, O.P (2021- )